# Ронис, Индулис
Индулис Ронис (латыш. Indulis Ronis, в документах советского периода — Индулис Эрнестович Ронис; 25 марта 1943, Рига, Латвия, нацистская Германия — 23 ноября 2016) — советский и латвийский историк. Хабилитированный доктор исторических наук. Профессор Латвийского университета. Действительный член АН Латвии (1992—2011).

## Биография
В 1967 году окончил историко-философский факультет Латвийского государственного университета.
В 1972 году защитил кандидатскую диссертацию на тему «Латышская буржуазия накануне Первой мировой войны» в Академии наук Латвии, а в 1989 году в Таллине- докторскую диссертацию на тему «Либеральный лагерь в Латвии 1905—1917 годов».
С 1980 года преподавал на историко-философском факультете Латвийского государственного университета.
С 1967 года — старший научный сотрудник, в 1981 году был назначен на должность и. о. директора комиссии Института истории АН Латвийской ССР. С 1981 по 1988 год — заместитель директора, в 1988—1996 годах — директор института Института истории АН Латвии.
Был руководителем комиссии по выяснению судеб репрессированных латвийских политических, общественных и военных деятелей при президенте Гунтисе Улманисе. 
В 1990 году был избран член-корреспондентом, в 1992 году — действительным членом АН Латвии. 
В 1998 году был назначен председателем правления Фонда К. Улманиса.
6 января 2011 года добровольно отказался от звания академика.
Погиб 23 ноября 2016 года, попав под проезжающий поезд на линии Тукумс—Рига.

## Научные труды
- «Политика латвийской буржуазии 1907—1914» (1978)
- Indulis Ronis, A. Žvinklis. «Kārlis Ulmanis cietumā un trimdā». — Latvijas vēstures institūta apgāds, 1994. — 479 lpp.